# NGC 2167
NGC 2167 (również SAO 132848) – gwiazda o jasności obserwowanej 6,58m znajdująca się w gwiazdozbiorze Jednorożca, otoczona ledwo widoczną mgławicą. Skatalogował ją John Herschel 8 stycznia 1831 roku, lecz błędnie uznał, że jest to obiekt WH IV 44, który jego ojciec William zaobserwował 28 listopada 1786 roku. Ten sam błąd powielił John Dreyer w swoim katalogu, lecz później zdał sobie sprawę, że są to dwa różne obiekty, o czym napisał w wydanej w 1912 roku liście poprawek do katalogu NGC.